# تشريح افتراضي
التشريح الافتراضي Virtopsy® هو علامة تجارية مسجلة لصالح العالم ريتشارد ديرنهوفر (Richard Dirnhofer)، الرئيس السابق لمعهد الطب الشرعي بجامعة بيرن في سويسرا، Dr. R. Dirnhofer, Direktor Bern - Trademark no. P-491277 - Application no. 0472...]</ref> مع العالم مايكل ثالي (Michael Thali) بصفته الرئيس التنفيذي للمجموعة، يعمل فريق بحث «التشريح الافتراضي» خارج معهد الطب الشرعي في جامعة زيورخ، بسويسرا منذ أوائل عام 2011.
التشريح الافتراضي هو أسلوب يستخدم في الطب الشرعي تم تطويره لكي يحل محل الأساليب التقليدية لتشريح الجثث من خلال الإجراءات طفيفة التوغل (وتعرف تلك الأساليب أيضًا بالصفة التشريحية).
يمكن تحقيق هذا من خلال البناء على التطورات التكنولوجية الأسية في التصوير الطبي والتي بدأت منذ السبعينيات من القرن العشرين.
هناك أسلوب خاص ييسر إجراء الفحوص على الحالات الحية أيضًا. تجرى أبحاث في هذا الحقل المتخصص في معهد لودفيج بولتزمان لتصوير الطب الشرعي في غراتس.

## اشتقاق مصطلح "Virtopsy®"
بدأ المشروع البحثي هذا تحت اسم "Virtopsy®" (التشريح الافتراضي) مع نهاية القرن العشرين في معهد الطب الشرعي بجامعة بيرن، تحت إشراف ريتشارد ديرنهوفر (السيرة الذاتية).
إن الكلمة المستحدثة "Virtopsy®" – هي كلمة مكونة من كلمتين هما " virtual" (افتراضي) و"autopsy" (تشريح) - تشير إلى التطورات التي أُدخلت على هذا الأسلوب من حيث تصوير وتوثيق النتائج التي تم التوصل إليها في تحقيقات الطب الشرعي.
يستخدم مصطلح "virtual" (افتراضي) في هذا السياق ليس بوصفه مضادًا لكلمة «حقيقي»، ولكن بالمعنى الأصلي للكلمة الجذر اللاتينية "virtus" التي اشتقت منها كلمة "virtual" (افتراضي). ومن ثم فهي تصف سمات القدرات والفعالية والكفاءة الكبيرة.
إن الجذر اليوناني "autos" (ذاتي) في كلمة "autopsy" (تشريح) تم استبداله بكلمة افتراضي للدلالة أن طريقة virtoptic® تمثل تطورًا يعزز من موضوعية تقارير الطب الشرعي.
إن "Virtopsy" (التشريح الافتراضي) علامة تجارية مسجلة لصالح ريتشارد ديرنهوفر، الرئيس الشرفي لمعهد الطب الشرعي بجامعة بيرن (سويسرا). أصبح فريق أبحاث التشريح الافتراضي برئاسة مايكل ثالي فريقًا تابعًا لمعهد الطب الشرعي بجامعة زيورخ منذ أوائل عام 2011.
يعرف التشريح الافتراضي أيضًا باسم تصوير الجثة بعد الوفاة (PMI) أو التصوير التشريحي (AI) في اليابان.

## الإجراء
إن التقنية المستخدمة حاليًا في إجراء «التشريح الافتراضي» تقوم على:
- مسح سطح الجسم باستخدام الروبوت للحصول على وثائق ثلاثية الأبعاد لسطح الجسم، حسب المقاييس الحقيقية وبالألوان. ويتطابق هذا مع الفحص الظاهري للجثة بعد الوفاة" في أساليب التشريح التقليدية؛
- التصوير المقطعي المحوسب (CT) والتصوير بالرنين المغناطيسي متعدد الشرائح اللولبي لتصوير الجثة شريحة تلو الأخرى على جميع المستويات المكانية، ويتضمن ذلك خيار التصوير ثلاثي الأبعاد. ويتطابق هذا مع الفحص الداخلي للجثة بعد الوفاة في علم التشريح؛
- آلة Virtangio®، التي تصور الجهاز القلبي الوعاية للمتوفي بمساعدة وسط تبايني;
- الحصول على عينات غير ملوثة بالتصوير ومساعدة الروبوت لإجراء مجموعة كبيرة من التحليلات التشريحية التكميلية مثل تحاليل علم الأنسجة وعلم البكتريا وعلم الفيروسات وعلم السموم والدياتومات في الجثث الغارقة. ويحل هذا الإجراء محل العملية العادية لجمع وتخزين مواد العينات من الجسم.

وضع ديرنهوفر مصطلح "Virtobot®" (الروبوت الافتراضي) لوصف الأساليب المختلفة لتجميع البيانات بمساعدة الروبوت. وكان هذا المصطلح هو الذي أطلق فيما بعد شعار «الروبوت الافتراضي جعل التشريح الافتراضي واقعًا»، والذي صاغه جينز بويير (Jens Bauer).

## تدفق العمل
يظهر تدفق العمل في المخطط الانسيابي التالي:
يتم الحفاظ على السلامة المادية للجثة إلى حد بعيد في هذا الإجراء.

## هدف البحث
إن الهدف من مشروع بحث "Virtopsy®" (التشريح الافتراضي) هو العمل على إحداث تطوير جذري في موضوعية النتائج التي يتم التوصل إليها من الصفة التشريحية بالطب الشرعي.
يتم إنشاء قاعدة بيانات بصرية ثلاثية الأبعاد تتمتع بمستوى عالٍ من الدقة وذلك باستخدام أساليب تصوير مختلفة. فهذه الصورة طبق الأصل - أي إعادة إنتاج حسب المقاييس الحقيقية - يمكن أن يفحصها لاحقًا مختلف الخبراء فحصًا تفصيليًا على شاشة الكمبيوتر (الطب الشرعي عن بُعد).

## المزايا
توفر تلك الطريقة المزايا التالية:
- الحفاظ على الجثة في حالة افتراضية.
- وثائق أدلة مستقلة عن المراقب - «تفويض الآلة بالمشاهدة».
- تجميع النتائج من الرأس حتى أخمص القدمين بصورة كاملة وغير تدميرية
- الحصول على بيانات خاصة بأجزاء الجثة التي لم يكن من الممكن فحصها بمنأى عن جثة المتوفي (مثل الوجه).
- الحصول على بيانات من أجزاء يصعب تشريحها والوصول إليها (مثل المفاصل الفهقية القذالية) وفي حالات حدوث تحلل متقدم للجثة.
- الحصول على صورة كاملة للجهاز القلبي الوعائي.
- استبدال المهارة اليدوية بـ «المشرط الافتراضي» الخاص بتقنية التصوير المقطعي التلقائي.
- إجراءات قياسية لتجميع البيانات.
- الحصول على عينات عالية الدقة وغير ملوثة (السموم، والإنتان والأنسجة، وما إلى ذلك) تصل دقة الحصول على العينات إلى الميلليمتر.
- وثائق ثلاثية الأبعاد حسب المقاييس الحقيقية لإعادة تمثيل دقيقة للطب الشرعي.
- تصوير الوثائق بطريقة نظيفة دون دماء.
- تحسين جودة تقارير الطب الشرعي - قيام مختلف الخبراء بإجراء فحص متزامن عبر الطب الشرعي عن بُعد.
- تبسيط عملية تقييم الأدلة من خلال الشمولية المتطورة للنتائج ثلاثية الأبعاد المصورة.
- الحصول على موافقة الأقارب والجمعيات الدينية بخلاف أساليب التشريح التقليدية.
- يمكن إعادة فحص مجموعة البيانات الكاملة المحفوظة في أي وقت إذا اقتضت الحاجة الحصول على رأي خبير آخر، حتى بعد دفن الجثة أو حرقها.
- الحصول على بيانات كاملة سريعًا كجزء من التحليلات التي تلي وقوع الكوارث (الهجمات الإرهابية، وحوادث الطائرات، وما إلى ذلك).

## وصلات خارجية
- [www.virtopsy.com الموقع الرسمي]